# غار حاج بهرامی ۲
اشکفت حاج بهرامی ۲ مربوط به دوران پارینه‌سنگی جدید - دوران فرادیرینه‌سنگی است و در شهرستان پاسارگاد، بخش هخامنش، دهستان مادرسلیمان، روستای مبارک آّباد، روبروی سد سیوند واقع شده و این اثر در تاریخ ۱۸ شهریور ۱۳۸۷ با شمارهٔ ثبت ۲۳۴۴۹ به‌عنوان یکی از آثار ملی ایران به ثبت رسیده است.